# اتابک محمد بن سعد
اتابک محمد بن سعد هفتمین اتابک از اتابکان فارس و پسر سعد بن ابوبکر بود. پدر او درست همزمان با فوت ششمین اتابک فارس اتابک سعد  در سال ۶۵۸ هجری هنگامیکه برای اظهار تبعیت به درگاه هلاکو فرستاده شده بود، در راه بازگشت از اردوی ایلخان در حدود تفرش درگذشت و امارت فارس بعد از فوت پدربزرگ و پدر به او در حالیکه هنوز طفلی خردسال بود، رسید. اتابک محمد بن سعد نیز دو سال بعد در سال ۶۶۰ هجری از بام به زیر افتاد و هلاک شد.